# Landkreis Hameln-Pyrmont
Der Landkreis Hameln-Pyrmont ist ein Landkreis im Süden von Niedersachsen. Er entstand im Jahr 1922 durch die Fusion der bisherigen Kreise Hameln und Pyrmont. Im Landkreis Hameln-Pyrmont leben 150.377 Einwohner. Er gliedert sich in 8 Gemeinden. Die Kreisstadt ist Hameln.

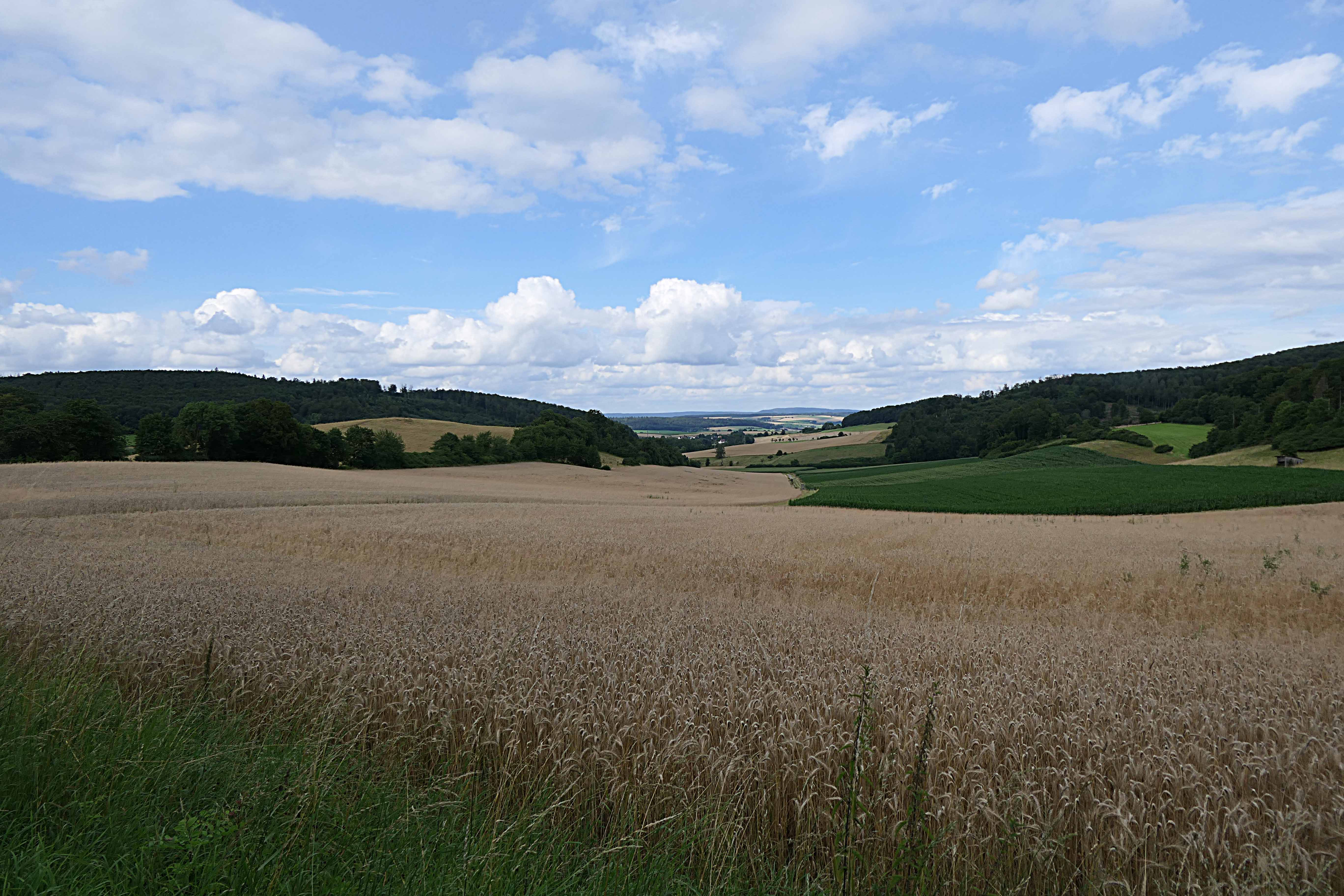
Blick über den Landkreis vom Grießemer Berg bei Bad Pyrmont zur Hohen Egge im Süntel

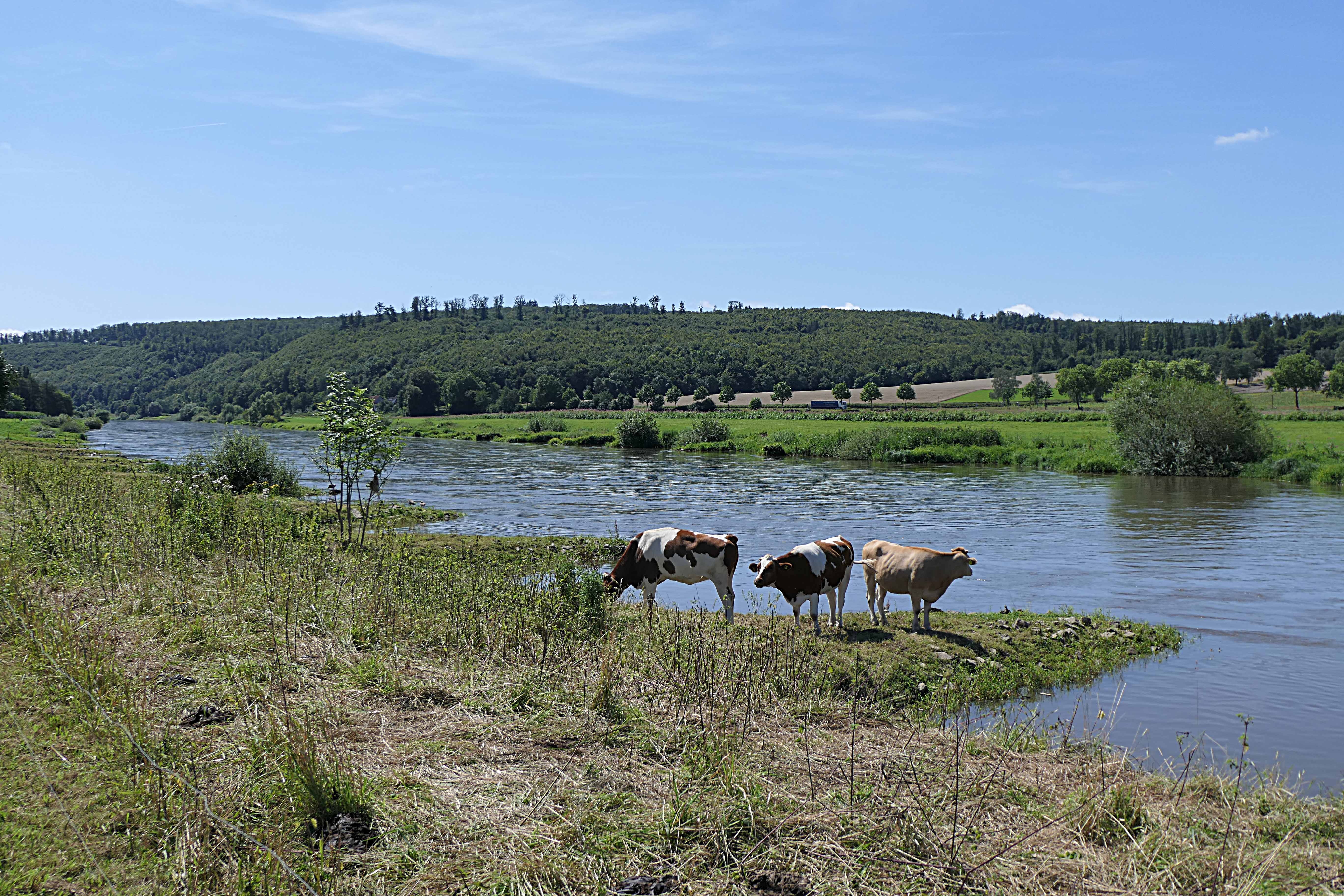
An der Oberweser bei Hajen

## Geographie

### Lage
Der Landkreis Hameln-Pyrmont liegt im Weserbergland an der Oberweser im südlichen Niedersachsen. Das gesamte Kreisgebiet wird von Mittelgebirgslagen durchzogen: Im Norden liegen Süntel und Wesergebirge, im Osten Deister, Osterwald, Ith und Thüster Berg und im Süden und Westen schließt sich an der Landesgrenze zu Nordrhein-Westfalen das Lipper Bergland an. Die höchsten Erhebungen im Kreis sind der Kanstein (441 m ü. NN) am Nordrand des Thüster Bergs bei Salzhemmendorf und die Hohe Egge (440 m ü. NN) im Süntel bei Pötzen. Die Weser durchfließt das Gebiet in Nord-Süd-Richtung mitten durch die Kreisstadt Hameln, wo die Hamel einmündet. In der Gemeinde Emmerthal im Süden des Kreisgebietes mündet die Emmer aus dem Kreis Höxter kommend in die Weser. Das Kreisgebiet erstreckt sich in West-Ost-Richtung über 35 km (Hagen bis Benstorf-Quanthof), in Nord-Süd-Richtung 38 km (Nienstedt bis Baarsen).

### Nachbarkreise
Der Landkreis grenzt im Uhrzeigersinn im Nordwesten beginnend an den Landkreis Schaumburg, an die Region Hannover und an die Landkreise Hildesheim und Holzminden (alle in Niedersachsen) sowie an den Kreis Lippe (in Nordrhein-Westfalen).

## Geschichte
Im Jahr 782 schlugen während der Sachsenkriege Karls des Großen Franken und Sachsen die Schlacht im Blutbachtal (Süntel), bei der die Franken unterlagen.
Im Jahr 1523 wurden Hameln, Bodenwerder, die Ämter Aerzen, Lauenstein, Grohnde und die „Goe auf der Hamel“ (= Siedlungs- und Gerichtsbezirk auf dem Eichberg bei Klein-Hilligsfeld) dem Herzogtum Calenberg angegliedert. Die wirtschaftliche Lage und die soziale Stellung des Bauernstandes verbesserten sich in den darauffolgenden Jahren, der Weserraum wurde wieder ein geschlossenes Gebiet. Das Handwerk breitete sich aus, und mit der Salzgewinnung in Salzhemmendorf und dem Abbau der Steinkohle in Osterwald (1587) begann industrielle Tätigkeit.
Im Jahr 1823 wurden einige kleinere Ämter aufgelöst. Ohsen kam zum Amt Grohnde, die Ämter Lachem und Aerzen bildeten mit der Hamelner Stadtvogtei ein neues Amt Hameln. Die Patrimonialgerichtsbarkeit der Güter Hastenbeck und Ohr wurde abgeschafft. Die mit den Ämtern verbundenen Gutshöfe wurden als Domänen selbständig. Die Ämter als unterste Verwaltungsbehörden wurden den neu eingerichteten Landdrosteien unterstellt (spätere Regierungsbezirke). Das Hamelner Gebiet gehörte zur Königlichen Landdrostei Hannover.
Die alte hannoversche Ämterverfassung endete am 1. April 1885 mit dem Inkrafttreten der Kreisordnung für die preußische Provinz Hannover: Der Kreis Hameln entstand als neuer preußischer Verwaltungskreis aus den Städten Hameln und Bodenwerder und den Ämtern Hameln, Polle und Lauenstein. Die neue Ordnung zielte auf eine bewusstere Selbstverwaltung der Gemeinden und Kreise: Der Kreis wurde zugleich staatlicher Verwaltungsbezirk und selbständiger Kommunalverband. Die Dörfer erhielten eine eigene Gemeindeverwaltung mit Gemeindevorsteher, Rechnungsführer und Gemeindeausschuss.
Der Landkreis Hameln-Pyrmont besteht seit dem 1. April 1922. Er entstand aus der Fusion der beiden Kreise Hameln und dem zuvor zum Fürstentum beziehungsweise Freistaat Waldeck gehörenden Pyrmont. Vom 1. April 1923 bis zum 31. Dezember 1972 war die Stadt Hameln kreisfrei und gehörte in dieser Zeit nicht zum Landkreis. Am 1. April 1938 wurde die Gemeinde Holzhausen nach Bad Pyrmont eingemeindet. Bodenwerder und Pegestorf wurden am 1. November 1942 in den Landkreis Holzminden umgegliedert.
Am 1. März 1973 änderte sich durch die Verwaltungs- und Gebietsreform die Abgrenzung des Landkreises:
- Brevörde, Heinsen, Meiborssen, Polle und Vahlbruch wechselten in den Landkreis Holzminden.
- Weenzen wechselte in den Landkreis Alfeld.
- Bessingen, Bisperode und Harderode aus dem Landkreis Holzminden wurden nach Coppenbrügge eingemeindet.

Am 1. März 1974 kam die Stadt Bad Münder am Deister aus dem aufgelösten Landkreis Springe hinzu; am 1. August 1977 außerdem die Stadt Hessisch Oldendorf aus dem aufgelösten Landkreis Grafschaft Schaumburg.
Im September 1999 verkauften der Landkreis und die Mitgesellschafter das Elektrizitätswerk Wesertal an die finnische Fortum-Gruppe.

### Einwohnerstatistik

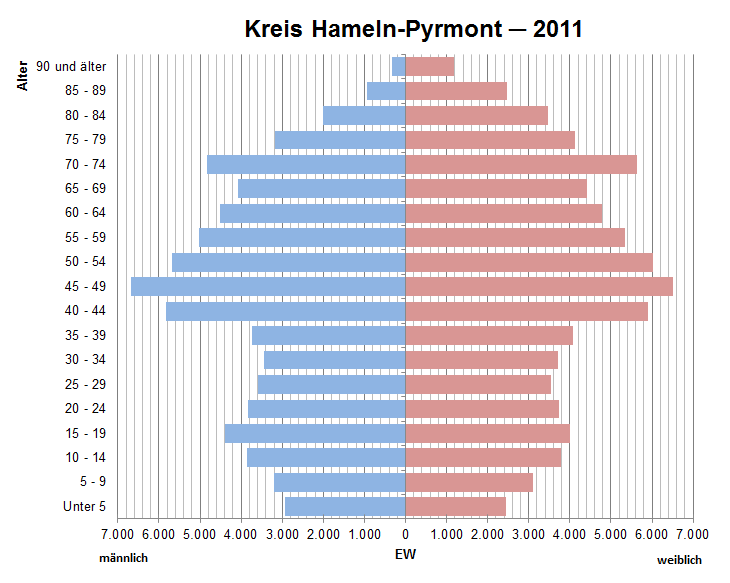
Bevölkerungspyramide für den Kreis Hameln-Pyrmont (Datenquelle: Zensus 2011.)

Durch die Gebietsreformen in den 1970er Jahren wurde der Landkreis Hameln-Pyrmont deutlich vergrößert.
| Jahr | Einwohner | Quelle |
| ---- | --------- | ------ |
| 1933 | 50.733    | [ 4 ]  |
| 1939 | 51.406    | [ 4 ]  |
| 1950 | 93.456    | [ 4 ]  |
| 1960 | 77.000    | [ 4 ]  |
| 1970 | 82.600    | [ 5 ]  |
| 1980 | 159.300   | [ 6 ]  |
| 1990 | 158.303   | [ 7 ]  |
| 2000 | 162.663   | [ 7 ]  |
| 2010 | 154.322   | [ 7 ]  |
| 2020 | 148.580   | [ 7 ]  |

### Konfessionsstatistik
Gemäß dem Zensus 2022 waren (2022) 44,3 % der Einwohner evangelisch, 9,7 % katholisch und 45,9 % konfessionslos, gehörten einer anderen Glaubensgemeinschaft an oder machten keine Angabe.

## Politik

### Kreistagswahl 2021
- Linke: 1
- SPD: 16
- Grüne: 8
- FDP: 3
- UNABH: 2
- CDU: 16
- Basis: 1
- AfD: 3

Im vorigen Kreistag (2016 bis 2021) bildeten SPD/Grüne/Linke und UFB ebenso eine Gruppe wie FDP und DU. Eine Abgeordnete der AfD verließ im Dezember 2018 die Fraktion und war fortan fraktionslos. Bei der Kreistagswahl 2021 konnten CDU, FDP und Die Unabhängigen leicht sowie die Grünen erheblich hinzugewinnen, während die AfD deutlich verlor und auf weniger als die Hälfte ihres bisherigen Stimmenanteils fiel. Auch die SPD und die Linke verloren jeweils einen Sitz. Die UFB, die bisher über einen Sitz verfügte, trat nicht mehr an. Dafür zog erstmals die Basis in den Kreistag ein.

### Kreistage seit 2001
Die folgende Tabelle zeigt die Zusammensetzung des Kreistages und die Kommunalwahlergebnisse:
|                     | 2021  | 2021  | 2016  | 2016  | 2011  | 2011  | 2006  | 2006  | 2001  | 2001  |
| Partei              | Sitze | %     | Sitze | %     | Sitze | %     | Sitze | %     | Sitze | %     |
| ------------------- | ----- | ----- | ----- | ----- | ----- | ----- | ----- | ----- | ----- | ----- |
| SPD                 | 16    | 33,04 | 17    | 33,17 | 20    | 37,34 | 20    | 37,59 | 24    | 41,52 |
| CDU                 | 16    | 32,16 | 16    | 31,35 | 19    | 34,91 | 20    | 36,38 | 23    | 40,23 |
| GRÜNE               | 8     | 15,12 | 5     | 10,96 | 7     | 13,85 | 4     | 7,43  | 3     | 6,81  |
| FDP                 | 3     | 5,94  | 2     | 4,94  | 2     | 3,52  | 4     | 7,30  | 4     | 8,37  |
| AfD                 | 3     | 5,13  | 5     | 10,50 | —     | —     | —     | —     | —     | —     |
| Die Unabhängigen    | 2     | 3,83  | 2     | 3,19  | 2     | 2,92  | 5     | 8,67  | 1     | 3,06  |
| DIE LINKE.          | 1     | 2,78  | 2     | 3,25  | 1     | 2,42  | —     | —     | —     | —     |
| dieBasis            | 1     | 1,04  | —     | —     | —     | —     | —     | —     | —     | —     |
| Pro Bürger          | 0     | 0,95  | —     | —     | —     | —     | —     | —     | —     | —     |
| UFB                 | —     | —     | 1     | 1,04  | —     | —     | —     | —     | —     | —     |
| PIRATEN             | —     | —     | 0     | 1,00  | 1     | 2,17  | —     | —     | —     | —     |
| Die Partei          | —     | —     | 0     | 0,54  | —     | —     | —     | —     | —     | —     |
| Bürgerliste         | —     | —     | —     | —     | 1     | 1,07  | —     | —     | —     | —     |
| Frischer Wind       | —     | —     | —     | —     | 1     | 1,05  | —     | —     | —     | —     |
| Aktive Bürgergruppe | —     | —     | —     | —     | 0     | 0,71  | —     | —     | —     | —     |
| Linke Alternative   | —     | —     | —     | —     | —     | —     | 1     | 2,63  | —     | —     |
| Gesamt              | 50    | 100   | 50    | 100   | 54    | 100   | 54    | 100   | 55    | 100   |

### Landräte (1922–1946)
- 1922–1933 Ernst Theodor Loeb (1881–1964), zuvor bereits Landrat seit 1919 im Kreis Hameln
- 1933–1940 Helmut Lambert (NSDAP)
- 1940–Februar 1941 Erich Müller-Henning (NSDAP)
- Februar 1941–März 1942 Richard Seebohm (kommissarisch)
- Januar 1944–Oktober 1944 Oskar Funk (kommissarisch)
- Oktober 1944–1945 Regierungsvizepräsident i. R. Rieck (kommissarisch), nach anderen Angaben: Martin Weidlich (kommissarisch)

- Mai 1945 Friedrich Kreibaum, kommissarisch und ehrenamtlich, Ernennung durch die britische Militärregierung
- Juli 1945-Dezember 1945 Paul Mertens, Ernennung durch die britische Militärregierung
- Dezember 1945–? Friedel Zeddies (DP)

### Ehrenamtliche Landräte (1946–2005)
Von 1946 bis 2005 waren die Landräte in Niedersachsen ehrenamtlich tätig.
- Oktober 1946–1952 Wilhelm Tangermann
- 1952–1953 Heinrich Rasch
- 1953–1954 Wilhelm Tangermann
- 1954–1955 Fritz Thiel
- 1955–1956 Wilhelm Tangermann
- 1956–1957 Justus Strüver
- 1957–1958 Fritz Thiel
- 1959–1960 Fritz Drinkuth
- 1960–1961 Justus Strüver
- 1961–1968 Hans Bartel (SPD)
- 1968–1973 (Unbekannt)
- 1973–1986 Fritz Saacke (CDU)
- 1986–1991 Klaus Arnold (CDU)
- 1991–1996 Herbert Steding (SPD)
- 1996–2005 Karl Heißmeyer (SPD)

### Oberkreisdirektoren (1946–2005)
Die Kreisverwaltungen wurde von 1946 bis 2005 in Niedersachsen vom Oberkreisdirektor als Hauptverwaltungsbeamter geführt.
- 1945–1947 Paul Mertens
- 1947–1959 Hermann Weise
- 1959–1979 Günter Graumann
- 1979–1993 Horst Kallmeyer
- 1993–2005 Hans Jürgen Krauß

### Hauptamtliche Landräte seit 2005
- 2005–2013 Rüdiger Butte (SPD)
- 2013–2019 Tjark Bartels (SPD)
- Seit 2020 Dirk Adomat (SPD)

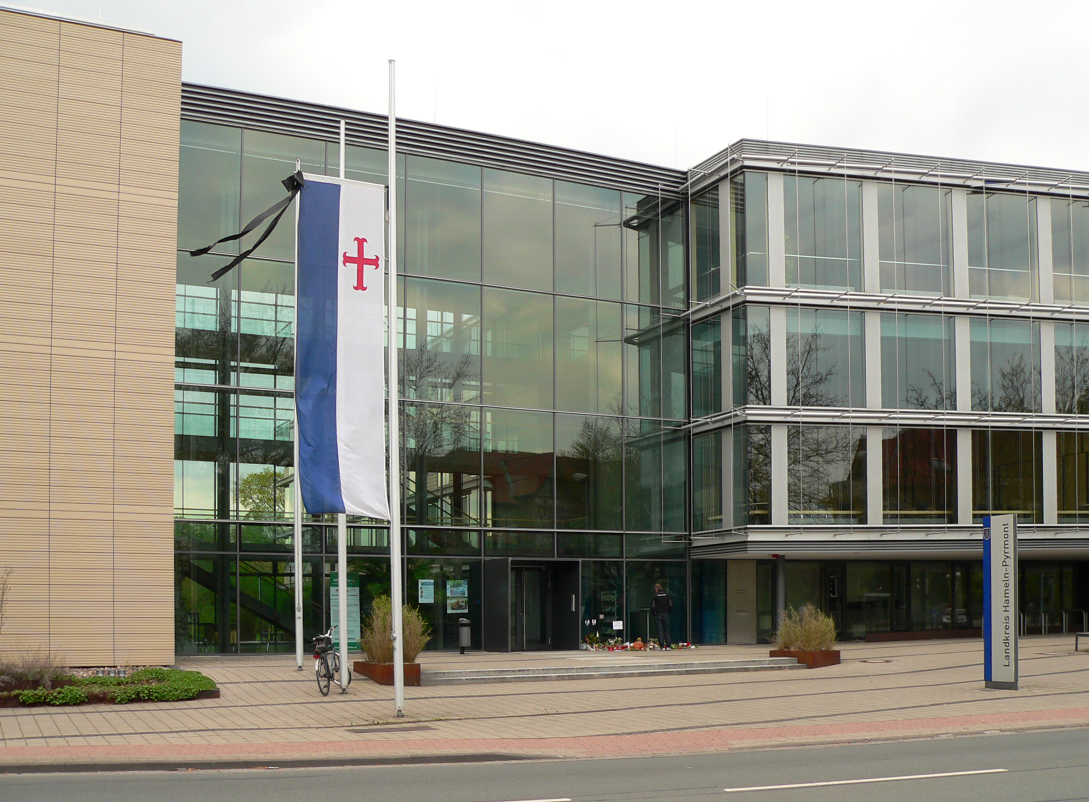
Beflaggtes Landkreisgebäude in Hameln mit Trauerflor für den am 26. April 2013 im Gebäude getöteten Landrat Rüdiger Butte

Erster hauptamtlicher Landrat des Landkreises Hameln-Pyrmont war Rüdiger Butte (SPD). Er wurde 2005 mit 52,19 Prozent der Stimmen gewählt und 2011 mit 53,34 Prozent der Stimmen im Amt bestätigt. Am 26. April 2013 wurde Rüdiger Butte im Kreishaus erschossen.
Am 5. April 2020 wurde Dirk Adomat (SPD) mit 51,14 Prozent der Stimmen zum Landrat gewählt.

## Wappen, Flagge und Dienstsiegel
Der Landkreis Hameln-Pyrmont führt ein Wappen, genehmigt am 30. Oktober 1929, Flagge, genehmigt am 30. November 1959, und Dienstsiegel.
Wappenbeschreibung
„Das Wappen des Landkreises zeigt in einem frühgotisch geformten spitzen Schilde einen steigenden (aufrecht schreitenden) Löwen, der ein Ankerkreuz in den Pranken trägt.“
Flaggenbeschreibung
„Die Flagge des Landkreises zeigt die Farben weiß und blau; in der rechten oberen Ecke befindet sich ein rotes Ankerkreuz.“
Dienstsiegel
Das Dienstsiegel enthält das Wappen und die Umschrift „Landkreis Hameln-Pyrmont“.

Wappen
Banner

## Wirtschaft und Infrastruktur
Im Zukunftsatlas 2016 belegte der Landkreis Hameln-Pyrmont Platz 273 von 402 Landkreisen, Kommunalverbänden und kreisfreien Städten in Deutschland und zählt damit zu den Regionen mit „ausgeglichenem Chancen-Risiko Mix“ für die Zukunft.

### Gesundheitswesen
| Krankenhaus                                                                              | Sitz                  | 2003 | 2004 | 2005 | 2006 | 2007 | 2008 | 2009 | 2010 | 2011 | 2012 | 2013 | 2014 |
| ---------------------------------------------------------------------------------------- | --------------------- | ---- | ---- | ---- | ---- | ---- | ---- | ---- | ---- | ---- | ---- | ---- | ---- |
| Sana Klinikum Hameln-Pyrmont (ehemals Kreiskrankenhaus Hameln)                           | Hameln                | 478  | 461  | 461  | 443  | 443  | 443  | 443  | 443  | 428  | 428  | 428  | 417  |
| Agaplesion Evangelisches Bathildiskrankenhaus                                            | Bad Pyrmont           | 248  | 224  | 224  | 224  | 214  | 206  | 291  | 291  | 273  | 273  | 263  | 263  |
| Katholisches Krankenhaus St. Georg (ab 2009 zu Bathildiskrankenhaus)                     | Bad Pyrmont           | 120  | 110  | 110  | 110  | 105  | 95   | 0    | 0    | 0    | 0    | 0    | 0    |
| BDH-Klinik Hessisch-Oldendorf (Neurologische Klinik)                                     | Hessisch Oldendorf    | 160  | 160  | 160  | 120  | 120  | 120  | 113  | 113  | 113  | 113  | 113  | 113  |
| Krankenhaus Lindenbrunn                                                                  | Coppenbrügge          | 154  | 154  | 154  | 127  | 127  | 94   | 94   | 94   | 94   | 94   | 94   | 106  |
| AWO-GSD Deister-Süntel-Klinik                                                            | Bad Münder am Deister | 74   | 74   | 70   | 70   | 65   | 65   | 65   | 61   | 61   | 61   | 58   | 58   |
| AHG Psychosomatische Klinik Bad Pyrmont                                                  | Bad Pyrmont           | 0    | 0    | 0    | 0    | 0    | 0    | 0    | 0    | 50   | 50   | 50   | 62   |
| Ameos Klinikum Hameln (psychiatrische Tagesklinik, gehört zum Ameos Klinikum Hildesheim) | Hameln                | 0    | 0    | 0    | 0    | 0    | 0    | 0    | 0    | 0    | 0    | 32   | 32   |
| MediClin Deister Weser Kliniken (Asklepios-Gruppe)                                       | Bad Münder am Deister | 0    | 0    | 0    | 0    | 0    | 0    | 0    | 0    | 0    | 15   | 15   | 25   |
|                                                                                          | Gesamt                | 1234 | 1183 | 1179 | 1094 | 1074 | 1023 | 1006 | 1002 | 1019 | 1034 | 1053 | 1076 |

Neben den in der Krankenhausplanung von Niedersachsen aufgeführten Kliniken gibt es in Bad Pyrmont noch ein Rehazentrum (Therapiezentrum Brunswieck, Therapiezentrum Friedrichshöhe, Klinik Weser), getragen von der Deutschen Rentenversicherung Braunschweig-Hannover und der Deutschen Rentenversicherung Bund.

### Straßen
Das Kreisgebiet liegt entfernt von Autobahnen, jedoch führen verschiedene Bundesstraßen durch den Landkreis:
- B 1 von Hildesheim nach Barntrup
- B 83 von Bückeburg nach Höxter
- B 217 von Hannover nach Hameln
- B 442 von Wunstorf nach Coppenbrügge

### Eisenbahn
Von Bedeutung sind die regionalen Eisenbahnstrecken von Hannover nach Paderborn (S-Bahn Hannover) und von Löhne nach Hildesheim (Weserbahn). Sie verbinden den Bahnhof Hameln mit den Stationen in Bad Münder, Emmerthal und Bad Pyrmont sowie mit den Bahnhalten in Hessisch Oldendorf, Coppenbrügge, Voldagsen und Osterwald.

### Schifffahrt
Die Weser ist schiffbar. Der Verkehr beschränkt sich im Wesentlichen jedoch auf die Freizeitschifffahrt der Flotte Weser.

## Kultur
Um kulturelle Belange kümmert sich der Landschaftsverband Hameln-Pyrmont.

## Beteiligungen
Aus dem Gesamtabschluss für das Haushaltsjahr 2020 geht hervor, dass der Landkreis an folgenden Unternehmen und Gesellschaften beteiligt ist:
| Anteil  | Gesellschaft | Gegenstand des Unternehmens | Sitz      |
| ------- | --- | --- | --------- |
| 100 %   | KreisAbfallWirtschaft (KAW) Hameln-Pyrmont | Abfallbewirtschaftung im Landkreis Hameln-Pyrmont                                                                                 | Hameln    |
| 100 %   | Wendepunkt Jugendhilfe im Landkreis Hameln-Pyrmont | Förderung der stationären, teilstationären und ambulanten Jugendhilfe                                                             | Hameln    |
| 100 %   | Verkehrsgesellschaft Hameln-Pyrmont mbH | Organisation, Koordination und Durchführung des ÖPNV                                                                              | Hameln    |
| 95 %    | Dokumentations- und Lernort Bückeberg gGmbH | Förderung von Kunst, Kultur, Denkmalschutz, -pflege, Erziehung, Bildung, Wissenschaft, Forschung                                  | Hameln    |
| 90 %    | Impuls gGmbH – Gemeinnützige Gesellschaft für Arbeit und Qualifizierung mbH, 10 % hält die DGB-Bildungsvereinigung Arbeit und Leben e. V.                                                                         | Qualifizierung und Fortbildung von Langzeitarbeitslosen und benachteiligten Personengruppen                                       | Hameln    |
| 71,12 % | KSG Kreissiedlungsgesellschaft des Landkreises Hameln-Pyrmont mbH, weitere Gesellschafter sind die Städte und Gemeinden des Landkreises                                                                           | Wohnungsunternehmen zur sicheren und sozial verantwortbaren Wohnungsversorgung                                                    | Hameln    |
| 66,66 % | Zweckverband Naturpark Weserbergland | Trägerschaft des „Naturpark Weserbergland“.                                                                                       | Hameln    |
| 51 %    | AmPULS gGmbH – SAM und Impuls gemeinsam | Förderung der Erziehung sowie der Volks- und Berufsbildung                                                                        | Hameln    |
| 49 %    | Gesundheitseinrichtungen Hameln-Pyrmont GmbH, siehe auch Sana Klinikum Hameln-Pyrmont | Förderung des öffentlichen Gesundheitswesens im Wege der Krankenhausversorgung der Bevölkerung und zur Regelung der Krankenpflege | Hameln    |
| 34,2 %  | Zweckverband Volkshochschule Hameln | Trägerschaft der Einrichtung „Volkshochschule Hameln-Pyrmont“                                                                     | Hameln    |
| 12,12 % | Weserbergland AG, weitere Gesellschafter sind u. a. die Städte des Landkreises, die Westfalen Weser Beteiligungen GmbH, der Landkreis Holzminden, die GWS Stadtwerke Hameln GmbH, die Stadtwerke Bad Pyrmont GmbH | Förderung der Wirtschaftsstruktur und Beschäftigungsentwicklung, Existenzgründungen, Unternehmensansiedlungen                     | Hameln    |
| 3,95 %  | Klimaschutzagentur Weserbergland gGmbH | Förderung des Klimaschutzes, Informationen und Kampagnen                                                                          | Hameln    |
| 1,74 %  | Hannoversche Informationstechnologien AöR | Unterstützung der öffentlichen Verwaltung im Bereich der EDV                                                                      | Hannover  |
| 0,581 % | Westfalen Weser Energie GmbH & Co. KG (WWE) | Dienstleister im Bereich der Energie- und Wasserversorgung, Abwasserwirtschaft und Entsorgung                                     | Paderborn |
| 0,27 %  | Interargem GmbH (IAG), Mehrheitsgesellschafter mit 61,2 % ist die E.ON Energy from Waste (EEW), Helmstedt | Entsorgungsunternehmen, Betreiber der Müllverbrennungsanlage in Hameln                                                            | Bielefeld |
|         | Jobcenter Hameln-Pyrmont | Jobcenter als gemeinsame Einrichtung mit der Agentur für Arbeit zur Grundsicherung von Arbeitssuchenden                           | Hameln    |

## Gemeinden
In Klammern die Einwohnerzahl am 31. Dezember 2023.
Einheitsgemeinden
| 1. Aerzen, Flecken (10.500) 2. Bad Münder am Deister, Stadt (17.400) 3. Bad Pyrmont, Stadt, selbständige Gemeinde (19.911) 4. Coppenbrügge, Flecken (6948) 5. Emmerthal (9836) 6. Hameln, Kreisstadt, große selbständige Stadt (58.199) 7. Hessisch Oldendorf, Stadt (18.574) 8. Salzhemmendorf, Flecken (9167) |

## Ehemalige Gemeinden
Die folgende Liste enthält alle ehemaligen Gemeinden des Landkreises Hameln-Pyrmont und alle Eingemeindungen:
| Gemeinde          | eingemeindet nach  | Datum der Eingemeindung |
| ----------------- | ------------------ | ----------------------- |
| Afferde           | Hameln             | 1. Januar 1973          |
| Ahrenfeld         | Salzhemmendorf     | 1. Januar 1973          |
| Amelgatzen        | Emmerthal          | 1. Januar 1973          |
| Baarsen           | Bad Pyrmont        | 1. Januar 1973          |
| Bäntorf           | Coppenbrügge       | 1. Januar 1973          |
| Behrensen         | Coppenbrügge       | 1. Januar 1973          |
| Benstorf          | Salzhemmendorf     | 1. Januar 1973          |
| Bessinghausen     | Emmerthal          | 1. Januar 1973          |
| Börry             | Emmerthal          | 1. Januar 1973          |
| Brockensen        | Emmerthal          | 1. Januar 1973          |
| Brünnighausen     | Coppenbrügge       | 1. Januar 1973          |
| Dehmke            | Aerzen             | 1. Januar 1973          |
| Dehmkerbrock      | Aerzen             | 1. Januar 1973          |
| Dehrenberg        | Dehmke             | 1929                    |
| Deitlevsen        | Lüntorf            | 1929                    |
| Diedersen         | Coppenbrügge       | 1. Januar 1973          |
| Dörpe             | Coppenbrügge       | 1. Januar 1973          |
| Egge              | Aerzen             | 1. Januar 1973          |
| Eichenborn        | Bad Pyrmont        | 1. Januar 1973          |
| Emmern            | Emmerthal          | 1. Januar 1973          |
| Esperde           | Emmerthal          | 1. Januar 1973          |
| Fischbeck         | Hessisch Oldendorf | 29. Januar 1973         |
| Frenke            | Emmerthal          | 1. Januar 1973          |
| Gellersen         | Aerzen             | 1. Januar 1973          |
| Grießem           | Aerzen             | 1. Januar 1973          |
| Grohnde           | Emmerthal          | 1. Januar 1973          |
| Groß Berkel       | Aerzen             | 1. Januar 1973          |
| Groß Hilligsfeld  | Hameln             | 1. Januar 1973          |
| Großenberg        | Bad Pyrmont        | 1. Januar 1973          |
| Grupenhagen       | Aerzen             | 1. Januar 1973          |
| Hagen             | Bad Pyrmont        | 1. Januar 1973          |
| Hagenohsen        | Emmerthal          | 1. Januar 1973          |
| Hajen             | Emmerthal          | 1. Januar 1973          |
| Halvestorf        | Hameln             | 1. Januar 1973          |
| Hämelschenburg    | Emmerthal          | 1. Januar 1973          |
| Hastenbeck        | Hameln             | 1. Januar 1973          |
| Haverbeck         | Hameln             | 1. Januar 1973          |
| Hemeringen        | Hessisch Oldendorf | 29. Januar 1973         |
| Hemmendorf        | Salzhemmendorf     | 1. Januar 1973          |
| Herkendorf        | Aerzen             | 1. Januar 1973          |
| Herkensen         | Coppenbrügge       | 1. Januar 1973          |
| Hohnsen           | Coppenbrügge       | 1. Januar 1973          |
| Holtensen         | Hameln             | 1. Januar 1973          |
| Holzhausen        | Bad Pyrmont        | 1. April 1938           |
| Kirchohsen        | Emmerthal          | 1. Januar 1973          |
| Klein Berkel      | Hameln             | 1. Januar 1973          |
| Klein Hilligsfeld | Hameln             | 1. Januar 1973          |
| Kleinenberg       | Bad Pyrmont        | 1. Januar 1973          |
| Königsförde       | Aerzen             | 1. Januar 1973          |
| Laatzen           | Groß Berkel        | 1929                    |
| Lachem            | Hemeringen         | 1. Januar 1973          |
| Latferde          | Emmerthal          | 1. Januar 1973          |
| Lauenstein        | Salzhemmendorf     | 1. Januar 1973          |
| Levedagsen        | Salzhemmendorf     | 1. Januar 1973          |
| Löwensen          | Bad Pyrmont        | 1. Januar 1973          |
| Lüntorf           | Emmerthal          | 1. Januar 1973          |
| Marienau          | Coppenbrügge       | 1. Januar 1973          |
| Meiborssen        | Vahlbruch          | 1. Januar 1973          |
| Multhöpen         | Aerzen             | 1. Januar 1973          |
| Neersen           | Bad Pyrmont        | 1. Januar 1973          |
| Ockensen          | Salzhemmendorf     | 1. Januar 1973          |
| Ohr               | Emmerthal          | 1. Januar 1973          |
| Oldendorf         | Salzhemmendorf     | 1. Januar 1973          |
| Osterwald         | Salzhemmendorf     | 1. Januar 1973          |
| Quanthof          | Benstorf           | 1929                    |
| Reher             | Aerzen             | 1. Januar 1973          |
| Reinerbeck        | Aerzen             | 1. Januar 1973          |
| Rohrsen           | Hameln             | 1. Februar 1923         |
| Selxen            | Aerzen             | 1. Januar 1973          |
| Thal              | Bad Pyrmont        | 1. Januar 1973          |
| Thüste            | Salzhemmendorf     | 1. Januar 1973          |
| Tündern           | Hameln             | 1. Januar 1973          |
| Unsen             | Hameln             | 1. Januar 1973          |
| Völkerhausen      | Voremberg          | 1929                    |
| Voremberg         | Emmerthal          | 1. Januar 1973          |
| Wallensen         | Salzhemmendorf     | 1. Januar 1973          |
| Wehrbergen        | Hameln             | 1. Januar 1973          |
| Welliehausen      | Hameln             | 1. Januar 1973          |
| Welsede           | Emmerthal          | 1. Januar 1973          |

Die Gemeinden Bodenwerder und Pegestorf wechselten am 1. November 1941 in den Landkreis Holzminden. Am 1. Januar 1973 folgten Brevörde, Heinsen, Polle und Vahlbruch. Die Gemeinde Weenzen wechselte am 1. März 1974 in den Landkreis Alfeld (Leine).

## Schutzgebiete
Im Landkreis befinden sich neben Landschaftsschutzgebieten und Naturdenkmalen 22 ausgewiesene Naturschutzgebiete (Stand Februar 2017).
Siehe auch:
- Liste der Naturschutzgebiete im Landkreis Hameln-Pyrmont
- Liste der Landschaftsschutzgebiete im Landkreis Hameln-Pyrmont
- Liste der Naturdenkmale im Landkreis Hameln-Pyrmont
- Liste der geschützten Landschaftsbestandteile im Landkreis Hameln-Pyrmont

## Kreisfeuerwehr
Der Brandschutz und die Hilfeleistung sind bereits 1949 als Selbstverwaltungsaufgaben der Gemeinden und Landkreise, die diese Gebietskörperschaften als gleiche Pflichtaufgaben zu erfüllen haben, geregelt worden. Dem Land Niedersachsen sind die zentralen Aufgaben des Feuerschutzes sowie die Einrichtung der Landesfeuerwehrschulen in Celle und Loy zugewiesen worden. Auf diese Weise ist trotz unterschiedlicher Zuständigkeiten eine einheitliche, zivile Brandschutzorganisation gewährleistet. Seit 2023 ist Kay Leinemann ehrenamtlicher Kreisbrandmeister.

## Kfz-Kennzeichen
Am 1. Juli 1956 wurde dem Landkreis bei der Einführung der bis heute gültigen Kfz-Kennzeichen das Unterscheidungszeichen HM zugewiesen. Es wird durchgängig bis heute ausgegeben.
Während seiner Zeit als kreisfreie Stadt wurden den Kfz in Hameln Erkennungsnummern mit einem Buchstaben und bis zu drei Ziffern zugeteilt. Die Kfz im übrigen Landkreis Hameln-Pyrmont erhielten nach dem Unterscheidungszeichen zwei Buchstaben und bis zu drei Ziffern als Erkennungsnummer. Seit Rückkehr der Stadt Hameln als große selbständige Stadt in den Landkreis am 1. Januar 1973 werden die Erkennungsnummern einheitlich ausgegeben, so dass man an ihnen nicht mehr erkennen kann, ob die Zulassung für Hameln oder das Kreisgebiet erteilt wurde.